# Taxodiomeria peizhongii
Taxodiomeria peizhongii là một loài thực vật hạt trần trong họ Cupressaceae. Loài này được Z.J.Ye, J.J.Zhang & S.H.Pan mô tả khoa học đầu tiên năm 2003.